# Marco Pinotti
Pour les articles homonymes, voir Pinotti.
Marco Pinotti (né le 25 février 1976 à Osio Sotto, dans la province de Bergame, en Lombardie) est un coureur cycliste sur route italien. Professionnel de 1999 à 2013, il a notamment été six fois champion d'Italie contre-la-montre.

## Biographie
Marco Pinotti commence sa carrière dans les rangs amateurs en 1992, remportant 28 victoires dans cette catégorie. Il passe professionnel à 23 ans, en 1999, au sein de l'équipe Lampre. Dès sa deuxième saison, il montre de remarquables qualités de rouleur, terminant notamment dixième du championnat du monde du contre-la-montre. Il réussit également quelques performances sur les semi-classiques italiennes, terminant notamment quatrième du Tour de Toscane la même année. 
Pinotti doit cependant attendre 2003 pour remporter sa première victoire chez les professionnels. Sur la 4e étape du Tour du Pays basque, il s'échappe à plus de 130 km et cinq ascensions de l'arrivée en compagnie de Dermot Nally, et l'emporte en solitaire avec 3 secondes d'avance sur le peloton. L'année suivante, Pinotti termine pour la première fois sur le podium du championnat d'Italie du conter la montre, et montre d'inattendues qualités de grimpeur en prenant la 12e place du Tour de Romandie. 
En 2005, Pinotti rejoint l'équipe Saunier Duval. Il y confirme ses facultés de grimpeur en terminant septième et premier étranger du Tour de Géorgie. Il participe alors à son premier Tour d'Italie comme équipier de Juan Manuel Gárate, termine 48e, puis remporte sa deuxième victoire : le titre de Championnat d'Italie contre-la-montre. 
Sur son deuxième Tour d'Italie, en 2006, Pinotti est l'équipier de Gilberto Simoni. Il prend la troisième place du contre-la-montre de Pontedera, derrière Ivan Basso et Jan Ullrich, mais est battu par Marzio Bruseghin lors des Championnats d'Italie du contre-la-montre. 
En 2007, Pinotti rejoint l'équipe T-Mobile, termine quatrième du Grand Prix Pino Cerami, puis 3e de la 3e étape du Tour de Romandie à Charmey, derrière ses compagnons d'échappée Matteo Bono et Fumiyuki Beppu. Sur le Tour d'Italie, il participe à une échappée dans la 7e étape qui mène à Spolète. À la suite d'une attaque de Luis Felipe Laverde, Pinotti et le Colombien se trouvent seuls en tête. Assuré de prendre le maillot rose, Pinotti laisse son compagnon d'échappée remporter l'étape. Pinotti conserve la tête du classement général pendant 4 jours, puis le perd au profit d'Andrea Noè dans la 10e étape, à Notre Dame de la Garde, déboursant plus de 4 minutes dans l'ascension. Pinotti ne se décourage cependant pas, et termine ce Tour d'Italie à la 18e place. Un mois plus tard, il remporte pour la deuxième fois le titre de Champion d'Italie contre-la-montre. 
En 2008, Pinotti réalise un bon Tour du Pays basque : il ne perd qu'1 minute 17 secondes dans l'étape la plus difficile, puis termine 10e du contre-la-montre, ce qui lui vaut la 15e place finale. Quelques semaines plus tard, il surprend sur le Tour de Romandie. Il termine 8e de la 3e étape contre-la-montre. Il est ainsi cinquième à la veille de la grande étape de montagne. Il parvient à y suivre les meilleurs, et prend une nouvelle huitième place à Zinal. Pinotti termine ainsi troisième de ce Tour de Romandie, sa meilleure performance sur une course par étapes. Moins en vue en montagne sur le Tour d'Italie, il s'y illustre néanmoins contre-la-montre, prenant la quatrième, puis la première place des deux exercices. Pinotti remporte ainsi sa première étape sur le Tour d'Italie. 
Au cours d'une fin de saison plus dense que les années précédentes, Pinotti remporte un troisième titre de Champion d'Italie du contre-la-montre, puis gagne le Tour d'Irlande, sa première course par étapes. Il termine également quatrième du Chrono des Herbiers et deuxième de Florence-Pistoia, deux épreuves contre-la-montre, en octobre.
En 2010, il remporte le Prologue du Tour de Romandie, termine cinquième du Tour du Pays basque et septième du Tour de Romandie. Dans la foulée, il termine neuvième du Tour d'Italie, sa meilleure performance à ce jour dans un grand tour de trois semaines.
L'année suivante, à l'issue du contre-la-montre par équipe inaugural remporté par son équipe, il porte une journée le maillot rose en entame du Tour d'Italie.
En 2012, Pinotti remporte la 21e étape du Tour d'Italie. Il s'agit d'un contre-la-montre disputé sur 28,2 kilomètres. Il devance Geraint Thomas et Jesse Sergent. En juillet, il s'impose sur le contre-la-montre du Tour d'Autriche. Présent aux Jeux olympiques, il est 107e de la course en ligne puis cinquième du contre-la-montre. En septembre, lors des championnats du monde, il fait tout d'abord partie de l'équipe BMC qui se classe deuxième du contre-la-montre par équipes. Alors qu'il est à la lutte pour le podium sur le contre-la-montre individuel, il chute et se fracture une clavicule,. De retour à la compétition en février 2013 lors du Tour méditerranéen, il chute pendant le contre-la-montre, se fracturant deux côtes et se blessant à une épaule. En fin d'année 2013, Pinotti déclare qu'il arrête sa carrière de coureur professionnel et intègre l'encadrement technique de l'équipe BMC Racing.

## Palmarès sur route et classements mondiaux

### Palmarès amateur
- 1996
  - Trofeo SC Marcallo con Casone
- 1997
  - Coppa Ardigò
- 1998
  -  Champion d'Italie du contre-la-montre espoirs
  - Trofeo Città di Concorezzo
  - Medaglia d'Oro Città di Monza
  - Gran Premio Comune di Alagna
  - 2e du Mémorial Luciano Pasinetti
  -  Médaillé d'argent du championnat d'Europe du contre-la-montre espoirs

### Palmarès professionnel
| - 1999 - Grand Prix d'Europe (avec Raivis Belohvoščiks) - 2000 - 5e étape du Tour de Pologne - 2e du Grand Prix d'Europe (avec Raivis Belohvoščiks) - 2e du Duo normand (avec Rubens Bertogliati) - 10e du championnat du monde du contre-la-montre - 2003 - 4e étape du Tour du Pays basque - 2004 - 1re étape du Tour de Langkawi (contre-la-montre par équipes) - 3e du championnat d'Italie du contre-la-montre - 2005 - Champion d'Italie du contre-la-montre - 2006 - 2e du championnat d'Italie du contre-la-montre - 2007 - Champion d'Italie du contre-la-montre - 2008 - Champion d'Italie du contre-la-montre - 21e étape du Tour d'Italie (contre-la-montre) - Classement général du Tour d'Irlande - 2e de Florence-Pistoia - 3e du Tour de Romandie - 2009 - Champion d'Italie du contre-la-montre - 5e étape du Tour du Pays basque - 3e étape du Tour de Romandie (contre-la-montre par équipes) - 1re étape du Tour d'Italie (contre-la-montre par équipes) - 3e du Tour du Missouri - 4e du championnat du monde de contre-la-montre - 9e de la Classique de Saint-Sébastien | - 2010 - Champion d'Italie du contre-la-montre - Prologue du Tour de Romandie - 5e du Tour du Pays basque - 7e du Tour de Romandie - 9e du Tour d'Italie - 2011 - 1re étape du Tour d'Italie (contre-la-montre par équipes) - 4e du Tour de Romandie - 6e de Tirreno-Adriatico - 2012 - 1re étape du Tour du Trentin (contre-la-montre par équipes) - 21e étape du Tour d'Italie (contre-la-montre) - 7e étape du Tour d'Autriche (contre-la-montre) - 2e du championnat du monde du contre-la-montre par équipes - 3e du championnat d'Italie du contre-la-montre - 5e du contre-la-montre des Jeux olympiques - 2013 - Champion d'Italie du contre-la-montre - 7e du championnat du monde du contre-la-montre |  |

### Résultats sur les grands tours

#### Tour de France
3 participations
- 1999 : 113e
- 2001 : 52e
- 2002 : abandon (5e étape)

#### Tour d'Italie
8 participations
- 2005 : 48e
- 2006 : 60e
- 2007 : 18e,  maillot rose pendant 4 jours
- 2008 : 65e, vainqueur de la 21e étape (contre-la-montre)
- 2009 : 40e
- 2010 : 9e
- 2011 : abandon (19e étape),  maillot rose pendant 1 jour
- 2012 : 41e, vainqueur de la 21e étape

#### Tour d'Espagne
1 participation
- 2013 : non-partant (12e étape)

### Classements mondiaux
| Année                  | 2006 | 2007 | 2008 | 2009 | 2010 | 2011 | 2012 | 2013 |
| ---------------------- | ---- | ---- | ---- | ---- | ---- | ---- | ---- | ---- |
| Classement ProTour     | 198e | 121e | 36e  |      |      |      |      |      |
| Calendrier mondial UCI |      |      |      | 150e | 33e  |      |      |      |
| UCI World Tour         |      |      |      |      |      | 39e  | 136e | 207e |

## Palmarès sur piste

### Championnats d'Italie
- 2006
  -  Champion d'Italie de poursuite